# Lluís Puig i Gordi
Lluís Puig i Gordi, né le 18 octobre 1959 à Terrassa, est un directeur artistique, haut responsable administratif et homme politique espagnol, membre du Parti démocrate européen catalan (PDeCAT).
Spécialiste de la culture traditionnelle catalane, il fait carrière dans le secteur de la culture, en créant et en dirigeant diverses organisations dans les domaines de la musique, de la danse, du théâtre et de la culture folklorique. De juillet à octobre 2017, il est conseiller à la culture dans le gouvernement de Carles Puigdemont.

## Biographie

### Jeunesse et formation
Lluís Puig i Gordi est né en 1959 à Terrassa, dans le Vallès Occidental, en Catalogne. Son père était comptable et sa mère était femme au foyer. Pendant son adolescence, il est membre d'un groupe de sardane et des Minyons Escoltes i Guies de Catalunya (ca). Il s'intéresse ensuite à la danse traditionnelle catalane (ca), au jazz et au flamenco. Il poursuit des études de musique, de danse, de production audiovisuelle et d'humanités de l'université ouverte de Catalogne.
Entre 1981 et 1991, il travaille comme chauffeur pour les pompiers de la Généralité (ca). Dans son temps libre, il participe à la création de spectacles, qui contribuent à la renaissance de la culture traditionnelle catalane. En 1984, il est récompensé par le Premi Nacional de Dansa (ca).

### Carrière dans l'administration culturelle
Entre 1991 et 2001, Lluís Puig est chef du secteur des ressources du Centre de Promoció de la Cultura Popular i Tradicional Catalana, un organisme rattaché au département de la culture de la Généralité de Catalogne. Il dirige également plusieurs esbarts dansaires (ca), et d'autres associations culturelles de Terrassa, parmi lesquelles Carnavalis, Treure Ball, Ball d'en Serrallonga, Atreu et le Grup d'Estudis sobre la Festa Major de Terrassa. Il est à l'origine de la création de la Casa de la Música de Terrassa. Il est également musicien dans le groupe folk Ministrils del Raval, et publie des livres sur la culture traditionnelle catalane.
En 2001, il quitte l'administration pour créer l'entreprise Vèrtex Empresarial de Serveis Culturals (VESC), qui vend des services de production artistique et de promotion dans les domaines de la musique, du théâtre, de la danse et du spectacle.
De 1999 à 2010, il est aussi le directeur de la Fira Mediterrània de Manresa, un festival de musique et de théâtre consacré à la culture populaire et aux musiques du monde, et de 2008 et 2010, il est le directeur artistique du Mercat de Música Viva de Vic (ca), un événement culturel annuel qui inclut un salon professionnel et un festival consacrés à la musique.
En janvier 2011, il revient au département de la culture pour prendre la direction du Centre de Promoció de la Cultura Popular i Tradicional Catalana (CPCPTC). Celui-ci est transformé en 2013 en direction générale de la culture populaire, du monde associatif et de l'action culturelle. Choisi par le nouveau conseiller à la culture du gouvernement d'Artur Mas, Ferran Mascarell (ca), pour ses contacts dans le milieu artistique et sa grande connaissance du patrimoine culturel national, ses objectifs sont d'améliorer la qualité de la culture folklorique, et d'en faire en outil d'intégration et de modernisation de la société. Il organise notamment la candidature des fêtes du feu du solstice d'été dans les Pyrénées au patrimoine culturel immatériel de l'UNESCO.

### Conseiller à la culture
Lluís Puig adhère au Parti démocrate européen catalan (PDeCAT) lors de sa création, en 2016. En novembre de la même année, il est élu membre de son premier conseil national, responsable du secteur de la culture.
Le 5 juillet 2017, il est nommé conseiller à la culture dans le gouvernement de Carles Puigdemont. Sa nomination intervient dans un contexte de tensions internes au gouvernement : le conseiller à l'entreprise, Jordi Baiget, a été démis de ses fonctions pour avoir mis en doute la tenue du référendum sur l'indépendance de la Catalogne du 1er octobre 2017, et le conseiller à la culture, Santi Vila, a pris sa succession. Lluís Puig est chargé d'une fonction éphémère : à trois mois du référendum, il doit assurer la continuité de la gestion du ministère, et contribuer à l'engagement du gouvernement dans le processus indépendantiste catalan.

## Ouvrages
- (ca) Terregada, apunts sobre folklore de Terrassa ;
- (ca) Crònica i Calendari de Dansa Tradicional ;
- (ca) Danses de la Terra de la Biblioteca Joan Amades ;
- (ca) Calendari de danses tradicionals catalanes ;
- (ca) Les festes a Catalunya ;